# Strigova (Kozarska Dubica)
Pour les articles homonymes, voir Strigova.
Strigova (en serbe cyrillique : Стригова) est un village de Bosnie-Herzégovine. Il est situé dans la municipalité de Kozarska Dubica et dans la république serbe de Bosnie. Selon les premiers résultats du recensement bosnien de 2013, il compte 154 habitants.

## Démographie

### Évolution historique de la population dans la localité
| 1948  | 1953 | 1961 | 1971 | 1981 | 1991 | 2013 |
| ----- | ---- | ---- | ---- | ---- | ---- | ---- |
| 1 024 | 958  | 858  | 647  | 525  | 354, | 154  |

|  |